# MiniMini+
MiniMini+ (anciennement MiniMini) est une chaîne de télévision polonaise destinée aux enfants de 3 à 6 ans et appartenant à Canal+ Cyfrowy, filiale du Groupe Canal+.
La chaîne est l'équivalente de Piwi+.

## Historique
Avant le lancement de MiniMini, Minimax (maintenant connu sous le nom de Teletoon+) a lancé un bloc de programmation pour les enfants d'âge préscolaire, connu sous le nom de MiniKaruzela, le 24 décembre 2000.
Le 20 décembre 2003, Canal+ Cyfrowy lance MiniMini, petite sœur préscolaire de Minimax.
Le 11 novembre 2011, à l'instar des chaînes de télévision françaises du Groupe Canal+, MiniMini devient MiniMini+ afin d'unifier la marque entre la chaîne et le groupe, accompagné de son lancement en haute définition.

### Identité visuelle (logo)

Logo de MiniMini+ du 11 novembre 2011 au 31 août 2014-31 août 2014 sur présent
Logo de MiniMini+ HD depuis le 11 novembre 2011

## Programmes
MiniMini+ diffuse des dessins animés pour un public préscolaire.
La chaîne est animée par une mascotte nommée Rybka, un joyeux poisson jaune qui s'endort obligatoirement vers 21 h et ses deux amis, Finek le dauphin bleu ciel et Lola le poulpe cramoisi. Divers programmes originaux ont été créés dessus.
Initialement, MiniMini+ émettait de 6 h à 20 h. Les horaires ont été élargis[Quand ?] à plusieurs reprises et sont actuellement[Quand ?] de 3 h 30 à 21 h.

## Diffusion
La chaîne est disponible via l'opérateur Platforma Canal+ en qualité standard et en Haute Définition, sur les canaux 90 et 106.
Elle est aussi disponible chez divers opérateurs câble tels que UPC Polska et Vectra.

## Annexe